# フリードリヒ・フェルディナント (シュレースヴィヒ＝ホルシュタイン＝ゾンダーブルク＝グリュックスブルク公)
フリードリヒ・フェルディナント・フォン・シュレースヴィヒ＝ホルシュタイン＝ゾンダーブルク＝グリュックスブルク（ドイツ語: Friedrich Ferdinand von Schleswig-Holstein-Sonderburg-Glücksburg, 1855年10月12日 - 1934年1月21日）は、シュレースヴィヒ＝ホルシュタイン＝ゾンダーブルク＝グリュックスブルク公（在位：1885年 - 1934年）。デンマーク語名はフレゼリク・フェルディナン・ア・スレースヴィ・ホルステン＝セナーボー＝グリュクスボー（Frederik Ferdinand af Slesvig-Holsten-Sønderborg-Glücksborg）。

## 生涯
グリュックスブルク公フリードリヒと、その妻のシャウムブルク＝リッペ侯女アーデルハイトの間に長男として生まれた。
1885年3月19日、同族アウグステンブルク家のカロリーネ・マティルデ（シュレースヴィヒ＝ホルシュタイン公フリードリヒ8世の次女、ドイツ皇后アウグステ・ヴィクトリアの妹）と結婚し、1男5女を儲けた。
- ヴィクトリア・アーデルハイト・ヘレーネ・ルイーゼ・マリー・フリーデリケ（1885年 - 1970年） - 1905年、ザクセン＝コーブルク＝ゴータ公カール・エドゥアルトと結婚
- アレクサンドラ・ヴィクトリア・アウグステ・レオポルディーネ・シャルロッテ・アマーリエ・ヴィルヘルミーネ（1887年 - 1957年） - 1908年に従兄のプロイセン王子アウグスト・ヴィルヘルムと結婚し1920年に離婚、1922年にアルノルト・リューマンと再婚し1933年に離婚
- ヘレーネ・アーデルハイト・ヴィクトリア・マリー（1888年 - 1962年） - 1909年、デンマーク王子ハーラルと結婚
- アーデルハイト・ルイーゼ（英語版）（1889年 - 1964年） - 1914年、ゾルムス＝バールト侯フリードリヒ3世（ドイツ語版）と結婚
- ヴィルヘルム・フリードリヒ・クリスティアン・ギュンター・アルベルト・アドルフ・ゲオルク（1891年 - 1965年） - シュレースヴィヒ＝ホルシュタイン公爵家家長
- ヴィクトリア・イレーネ・アーデルハイト・アウグステ・アルベルタ・フェオドラ・カロリーネ・マティルデ（英語版）（1894年 - 1972年） - 1920年、ゾルムス＝バールト伯爵ハンスと結婚

1931年に妻の従弟にあたるアルベルトの死去によりアウグステンブルク家が断絶すると、オルデンブルク家家長および名目上のシュレースヴィヒ＝ホルシュタイン公の地位を引き継いだ。
1934年、シュレージエンのプリムケナウにおいて78歳で死去。家長位は長男のヴィルヘルム・フリードリヒが継承した。
| 先代 フリードリヒ | グリュックスブルク公 1885年 - 1918年     | 次代 （ドイツ革命による廃位）   |
| 先代 フリードリヒ | グリュックスブルク家家長 1885年 - 1934年 | 次代 ヴィルヘルム・フリードリヒ |
| 先代 アルベルト   | オルデンブルク家家長 1931年 - 1934年     | 次代 ヴィルヘルム・フリードリヒ |